# Мая Ісола
Мая Софія Ісола (фін. Maija Sofia Isola, 15 березня 1927, Рійгімякі, Фінляндія — 3 березня 2001, Рійгімякі, Фінляндія) — фінська дизайнерка друкованого текстилю та візуальна мисткиня. Створила понад 500 візерунків, включаючи Unikko («Мак»). Її сміливі різнокольорові конструкції в 1960-х зробили відомою колекцію меблів для дому від модної компанії Marimekko.
Ісола виставлялася по всій Європі, у тому числі на Всесвітній виставці в Брюсселі та Трієнале у Мілані, а також у США. Ретроспектива її робіт була проведена в Музеї дизайну в Гельсінкі, Музеї Вікторії та Альберта у Лондоні, Музеї дизайну у Копенгагені, Словенському етнографічному музеї у Любляні, Інституті мистецтв Міннеаполіса. Її принти продовжує продавати Marimekko.
Більшу частину свого життя вона жила та працювала у Фінляндії, проте кілька років провела у Франції, Алжирі та США. 
Її дочка Крістіна Ісола та внучка Емма є дизайнерками Marimekko, продовжуючи традицію.

## Біографія
Ісола була молодшою з трьох дочок Мауно та Тоїні Ісоли. Батько був фермером, який писав тексти пісень, включаючи популярну фінську різдвяну колядку. Дівчата жили за рахунок сімейного господарства та допомагали влітку на сільськогосподарських роботах. Вони робили паперові ляльки з витонченими сукнями для своєї домашньої паперової лялькової хати, в якій були вишукано прикрашені інтер’єри.
Ісола навчалась живопису в Гельсінській центральній школі промислових мистецтв. У 1945 році, коли закінчилася Друга світова війна, її життя докорінно змінилося: батько помер, вона завагітніла. 22 липня 1945 року вона одружилася з комерційним художником Георгом Леандаром. У січні 1946 народила дочку Крістіну.
У 1948 році поїхала до Осло, відвідавши виставку присвячену Ван Гогу і побачивши там картини Едварда Мунка. Її надихнув показ горщиків античності в Музеї ремесла та дизайну в Осло на створення принту Amfora («Амфора»).  Шлюб з Леандром тривав недовго, і до 1949 року вона подорожувала Європою з художником Яакко Сомерсало, з яким побралася. Від Сомерсало Ісола навчилася техніки друку на дереві, він надихав її малювати. Розлучилися в 1955 році. 

### Кар’єра у Marimekko

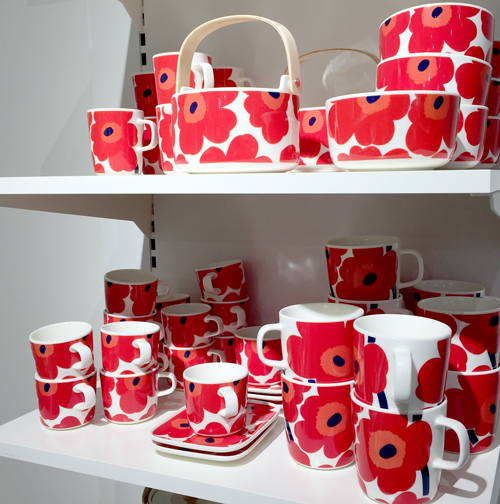
Посуд Marimekko із маком Unikko Майї Ісоли, 1964 р.

Ще студенткою Ісолу помітила у 1949 році засновниця Marimekko Армі Ратіа. Ратая найняла Ісолу для Printex – попередника Marimekko.  Вона стала головною текстильною дизайнеркою для Marimekko , створюючи від 8-10 моделей щороку.
У період з 1957 р. до 1963 рр. Ісола створила першу серію творів на одну тему Luonto («Природа»). Вона складалась з 30 дизайнів на основі рослин. У 1958 започаткувала чергову серію «Орнаменти», засновану на слов’янській народній творчості. Вона також включала близько 30 візерунків і зробила її відомою.
У 1959 році одружилася з суддею Йорма Тіссарі, заможним любителем мистецтва з просторим будинком у центрі Гельсінкі. Коли Ісола захотіла більше творчої свободи від контролю Ратії, він домовився про новий контракт з Marimekko для неї, що дозволило їй працювати по-своєму.
Співпраця Ісоли та Ратії була «незвичайною творчою силою», яка характеризувалася «життєздатністю та винахідливістю», а не гармонійним розумінням. Тон для цього був заданий, коли в 1964 році Ісола «провокаційно» спростувала заяву Ратії про те, що вона ненавидить квіткові візерунки, встановлюючи стиль компанії, фарбуючи знаменитий візерунок Unikko («Мак») у жирний рожевий, червоний і чорно-білий;  цей малюнок застосовується відтоді. Ратіа обрала один із восьми квіткових дизайнів у портфоліо Ісоли в той період.
З 1965 р. до 1967 р. Ісола працювала над темою сонця та моря, створивши щонайменше 9 дизайнів, які використовували Marimekko, включаючи принти альбатроса, медузи та устриці. Сьогодні її візерунки широко відтворюються. Щоб полегшити цей процес і зберегти точність шаблонів, Ісола створила набір «книжок з візерунками». Це рукописні вправи, що містять точні деталі її повторень. Кожен із них, наприклад, її Lovelovelove 1968 року, був намальований на сторінці книги з візерунками у кольорі та з поясненнями із назвами кольорів, які слід використовувати. У книгах також було зафіксовано розмір фактичного повторення та реквізити замовлень на друк. Книги продовжували використовуватися як виробничі посібники протягом десятиліть після її смерті.
У 1970 році вона поїхала самостійно до Парижа, щоб піти від шлюбних та сімейних зобов’язань. Там вона мала зв’язок з єгипетським ученим Ахмедом Аль-Хаггагі. Він заохочував її працювати над арабськими візерунками, замальовуючи для неї основу свого маку (не такий, як Unikko). Її натхненними арабськими моделями цього періоду є Кунгатар, Нааміо, Садункертоджа, Тумма та Веллі. У 1971 році вона розлучилася з Тіссарі, зрозумівши, що вважає за краще жити наодинці. Провела три роки в Алжирі з коханцем на ім'я Мухамед.

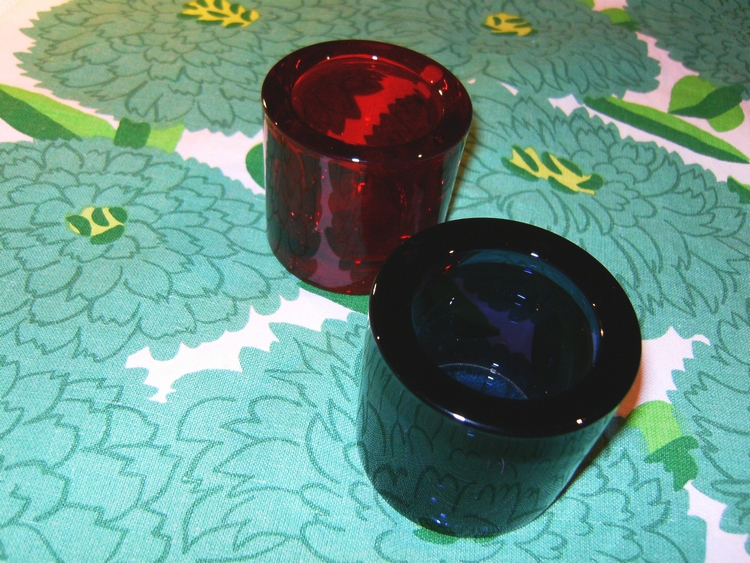
Скатертина з візерунком "Primavera" 1974 р. (із підсвічниками, розробленими Хекі Орволою)

У 1974 році Ісола створила популярний візерунок Primavera, що складається із стилізованих квіток календули; це з тих пір було надруковано в різних кольорах для скатертин, тарілок та інших предметів. У 1976 році вона повернулася до Парижа, працюючи з Аль-Хаггагі над серією натхненних Єгиптом візерунками, включаючи Ніл, Нубію та Папірус. Наступного року вона супроводжувала Аль-Хаггагі до Буну, штат Північна Кароліна, де він був викладачем. Вона провела рік, малюючи, гуляючи та займаючись йогою, надихнувшись пейзажами Аппалачських гір, які, за її словами, нагадували про її рідне місто, Рійгімякі. Вона зробила кілька дизайнів, але важко продала будь-який на американському ринку, оскільки мало фабрик, які могли друкувати тканини за її специфікаціями.
Повернувшись до Фінляндії, 160 її робіт, включаючи картини та ескізи, але не її дизайни друку, були показані на ретроспективній виставці в Гельсінській галереї в 1979 році.
З 1980 р. до 1987 р. Ісола спільно розробляла зразки для Marimekko з дочкою Крістіною; вони працювали у власних студіях, взимку в Гельсінкі, влітку в Каунісмякі.  Крістіна стала однією з головних дизайнерів Marimekko;   вона приєдналася до Marimekko, коли їй було 18 років.  Під час своєї 40-річної кар'єри з Marimekko Майя Ісола створила «приголомшливі»  500 друкованих видань для компанії.  Серед найвідоміших - Ківет (камені) та Кайво (добре); вони продовжують продаватись у 21 столітті. 

### Вихід на пенсію
З 1987 року, коли вийшла на пенсію. Ісола працювала над живописом, а не текстилем, до своєї смерті 3 березня 2001 року.  Її задуми і Marimekko пішли в затемнення. У 1991 році новий глава Marimekko Кірсті Паакканен успішно відновив принти Ісоли, але лише в кінці 90-х років Marimekko знову набула широкої популярності. Його оновлені статки базувалися на «класичних» моделях Ісоли 1950-х та 1960-х років.

## Висвітлення у ЗМІ

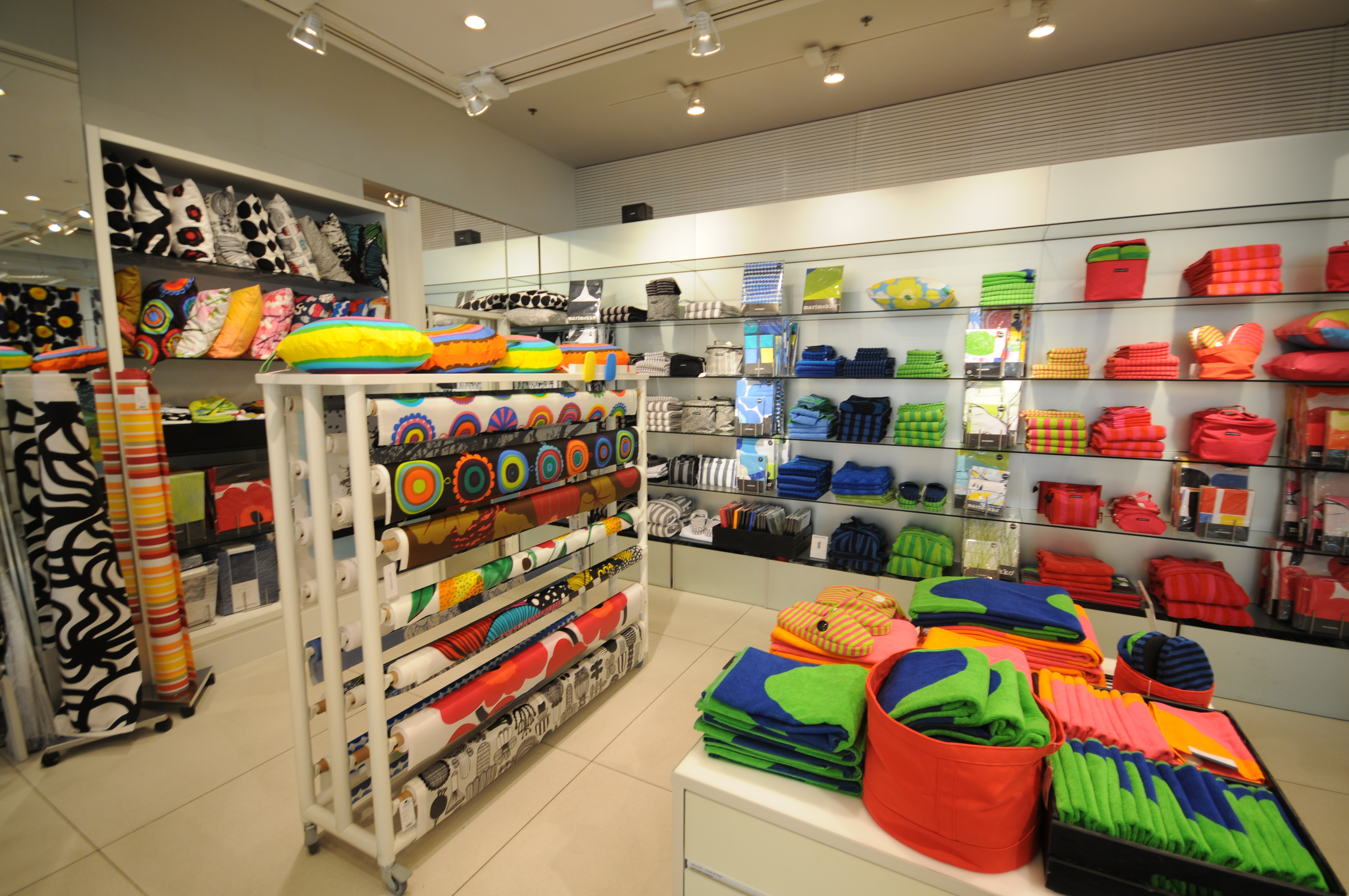
Сяючі кольори та сміливі візерунки предметів Marimekko багато в чому завдячують дизайну Маї Ісоли

За словами FinnStyle, Ісола була «безперечно найвідомішим текстильним дизайнером, який існував у Marimekko», і вона «створила понад 500 друкованих матеріалів під час своєї тривалої і барвистої роботи». Її робота дозволила Marimekko стати світовою провідною міжнародною модною компанією.

## Спадщина

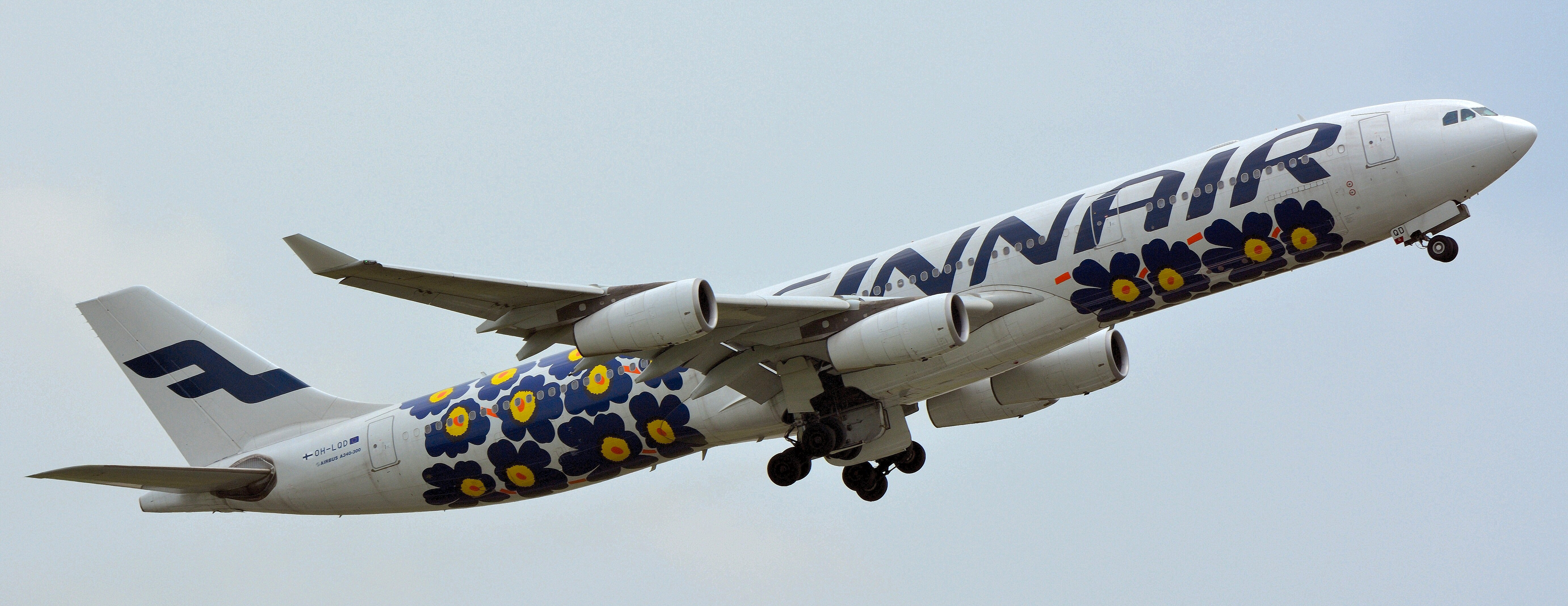
Airbus A340-300 з принтом Marimekko Unikko у 2015 р.

У 2011 році повітряна куля від Marimekko прикрашена величезною версією Unikko пролетіла над Гельсінкі, показавши, що візерунок залишається знаковим майже півстоліття. Маркетингова політика Marimekko полягає в тому, щоб перевипустити класичні візерунки, зокрема, велику групу моделей 1950-х та 1960-х років від Маї Ісоли.
З 2012 року  Airbus A340-300, який належить фінській авіакомпанії Finnair та здійснює рейси до країн Азії, містить синій принт Unikko, а Airbus A330, пофарбований у ювілейний Unikko, обслуговує інші міжконтинентальні маршрути.
Мая Ісола була названа в 2013 році іконою стилю. Її онука Емма Ісола працює у Marimekko дизайнеркою, формуючи традицію трьох поколінь.

## Виставки

### Сучасність
- Design in Scandinavia, США, 1954,[16] 1960
- Finnish Exhibition у Німеччині 1956
- Triennale, Мілан, 1954, 1957[16]
- World Exhibition Brussels Formes Scandinaves 1958[42]

### Ретроспектива
- Maija Isola and Marimekko, Retrospective exhibition, Design Museum [Архівовано 22 вересня 2014 у Wayback Machine.] (Designmuseo), Helsinki, Finland. 24 May 2005 – 4 September 2005.[43]
- Finnish Design, Victoria and Albert Museum, London, 2005[44]
- Marimekko - The Story of a Nordic Brand, Exhibition at Design Museum, Copenhagen, Denmark, 2 March – 28 May 2007.[45]
- Marimekko: Fabric, Fashion, Architecture, Exhibition at Slovene Ethnographic Museum in Ljubljana, Slovenia, 1 July 2009 – 18 October 2009 [46]
- Magnifying Nature: 1960s Printed Textiles, Exhibition at Minneapolis Institute of Arts, 5 March 2011 – 21 August 2011.[47]